# Liste der Monuments historiques in Hostens
Die Liste der Monuments historiques in Hostens führt die Monuments historiques in der französischen Gemeinde Hostens auf.

## Liste der Objekte
| Bezeichnung       | Beschreibung              | Standort                            | Kennzeichnung | Schutzstatus | Datum | Bild |
| ----------------- | ------------------------- | ----------------------------------- | ------------- | ------------ | ----- | ---- |
| Altar mit Retabel | Holz, 18./19. Jahrhundert | in der Kapelle Ste-Catherine (Lage) | PM33002305    | Inscrit      | 2008  |      |